# (13244) Dannymeyer
(13244) Dannymeyer est un astéroïde de la ceinture principale.

## Description
(13244) Dannymeyer est un astéroïde de la ceinture principale. Il fut découvert le 26 juin 1998 aux Monts Santa Catalina par le projet CSS. Il présente une orbite caractérisée par un demi-grand axe de 3,16 UA, une excentricité de 0,01 et une inclinaison de 19,5° par rapport à l'écliptique.

## Compléments